# Abū 'Umar al-Baghdādī
Abū 'Umar al-Baghdādī (arabisch أبو عمر البغدادي, DMG Abū ʿUmar al-Baġdādī und zahlreiche weitere Namensvariationen; † 18. April 2010) war Anführer der Terrororganisation Islamischer Staat. Sein Nachfolger wurde am 16. Mai 2010 Abū Bakr al-Baghdādī.

## Identität

### Person
Die Nisba al-Baghdadi („der Bagdader“) ist ein Kampfname. Die Person hinter diesem Pseudonym ist immer schattenhaft geblieben. Nach irakischen offiziellen Quellen handelte es sich um Hamid Dawud Muhammed Chalil az-Zawi (oder Hamed Dawood al-Zawy), einen ehemaligen irakischen Armeeoffizier. Nach der US-geführten Invasion des Irak im Jahr 2003 nahm er am irakischen Aufstand teil und wurde schließlich zum Führer des Islamischen Staates Irak (ISI).

### Kontroversen
Im Juli 2007 behauptete der US-Militärsprecher Brigadegeneral Kevin Bergner, dass Abu Umar al-Baghdadi gar nicht existiere und dass alle seine Audioaussagen tatsächlich von einem älteren irakischen Schauspieler gelesen wurden. Weitere Stimmen sprechen davon, er wäre nacheinander von unterschiedlichen Kämpfern verkörpert worden. Möglicher Grund dafür könnte sein, dass der reale Anführer Abu Ayyub al-Masri, ein Ägypter, ein irakisches „Gesicht“ für die Organisation präsentieren wollte.
Ein Gefangener, der als Khaled al-Mashhadani, ein selbsterklärter Vermittler zu Osama bin Laden, identifiziert wurde, behauptete, dass al-Baghdadi ein fiktiver Charakter sei, der geschaffen wurde, um ein ausländisch geführtes Gesicht des Irak zu erschaffen. Im März 2008 behauptete auch ein Sprecher von Hamas-Irak, dass al-Baghdadi ein Konstrukt von Al-Qaida sei, um in ihrer Organisation ein irakisches Gesicht zu erschaffen. Das US-amerikanische Militär unterstützt diese Behauptungen nicht.

## Tod
Seine Festnahme und sein Tod waren bereits mehrfach vorher, unter anderem 2007, verkündet worden. Als sein offizielles Sterbedatum gilt letztlich der 18. April 2010, als eine gemeinsame Operation zwischen US-amerikanischen und irakischen Streitkräften eine Konspirative Wohnung 10 Kilometer südwestlich von Tikrit stürmten. Abu Ayyub al-Masri und al-Baghdadis Sohn wurden ebenfalls bei dem Einsatz getötet sowie 16 weitere Personen verhaftet.
Der irakische Ministerpräsident Nuri al-Maliki verkündigte den Tod von al-Baghdadi und al-Masri auf einer Pressekonferenz in Bagdad und zeigte Bilder ihrer Leichen. „Der Angriff wurde durch Bodenkräfte, die das Haus umstellten, und den Einsatz von Raketengeschossen durchgeführt“, erzählte Al-Maliki und fügte hinzu: „Während der Operation wurden Computer mit E-Mails und Mitteilungen an die beiden größten Terroristen, Osama bin Laden und [seinen Stellvertreter] Aiman az-Zawahiri sichergestellt“.
Ankündigungen und Nachrichten im Namen von al-Baghdadi sind seit 2010 nicht mehr an die Öffentlichkeit gelangt.